# モザンビーク民族主義運動
モザンビーク民族主義運動（モザンビークみんぞくしゅぎうんどう、モザンビーク民族運動、モザンビーク民族主義者運動、ポルトガル語: Movimento Nacionalista Moçambicano、英語: Mozambican Nationalist Movement）は、モザンビークの政党。

## 概要
2004年12月1日から2日にかけて行われたモザンビーク議会総選挙で、モザンビーク民族主義運動が参加したモザンビーク民族抵抗運動・選挙連合は29.7パーセントを獲得し、250議席中、90議席を獲得した。大統領選挙では大統領候補アフォンソ・ドラカマ（モザンビーク民族抵抗運動党首）は、31.7パーセントを獲得した。